# روبرت باراثيون
روبرت باراثيون (بالإنجليزية: Robert Baratheon)‏ هو شخصية خيالية في سلسلة روايات أغنية الجليد والنار الملحمية الخيالية للمؤلف الأمريكي جورج ر. ر. مارتن، والمسلسل التلفزيوني صراع العروش، حيث قام بتمثيل دوره الممثل الإنجليزي مارك إيدي.
تم تقديمه في كتاب لعبة العروش عام 1996، روبرت هو الابن الأكبر ووريث اللورد ستيفون باراثيون. وهو صديق مقرب لنِد ستارك، وكلاهما تحت رعاية اللورد جون آرن. بعد أن اُختطفت خطيبته ليانا ستارك من قبل الأمير ريجار تارجارين، بدأ روبرت ونيد وجون تمردًا ضد «الملك المجنون» إيريس الثاني تارجارين. بعد سحق سلالة تارجيريان والانتصار في الحرب التي ماتت خلالها ليانا، اعتلى روبرت العرش الحديدي. تزوج سيرسي بنة تايون لانستر لضمان الاستقرار السياسي. على الرغم من أن عهد روبرت كان عهد سلام نسبيًا، إلا أنه أثبت أنه حاكم غير جدير. إنه غير سعيد بزواجه من سيرسي، التي يسيء معاملتها، ومسؤولياته كملك، ويعيش حياة مليئة بالخيانة الزوجية والإسراف الطائش. إنه أب للعديد من اللقطاء، ولا يعلم أن أطفاله الثلاثة من سيرسي قد ولدوا من قبل شقيقها التوأم جايمي لانستر.
على الرغم من وفاة روبرت في الرواية الأولى، إلا أن إرث تمرده وحكمه لا يزال له تأثير كبير على الأحداث المعاصرة في ويستروس. أدت وفاته إلى خلق فراغ في السلطة حيث يتقاتل إخوته وابن سيرسي الأكبر جوفري من أجل السيطرة على الممالك السبع بينما يقاتل روب ستارك وبالون جرايجوي من أجل الانفصال، المعروف باسم حرب الملوك الخمسة.